# Breitbach (Hafenlohr)
Der Breitbach ist ein rechter Zufluss der Hafenlohr im Landkreis Aschaffenburg im bayerischen Spessart.

## Geographie

### Verlauf

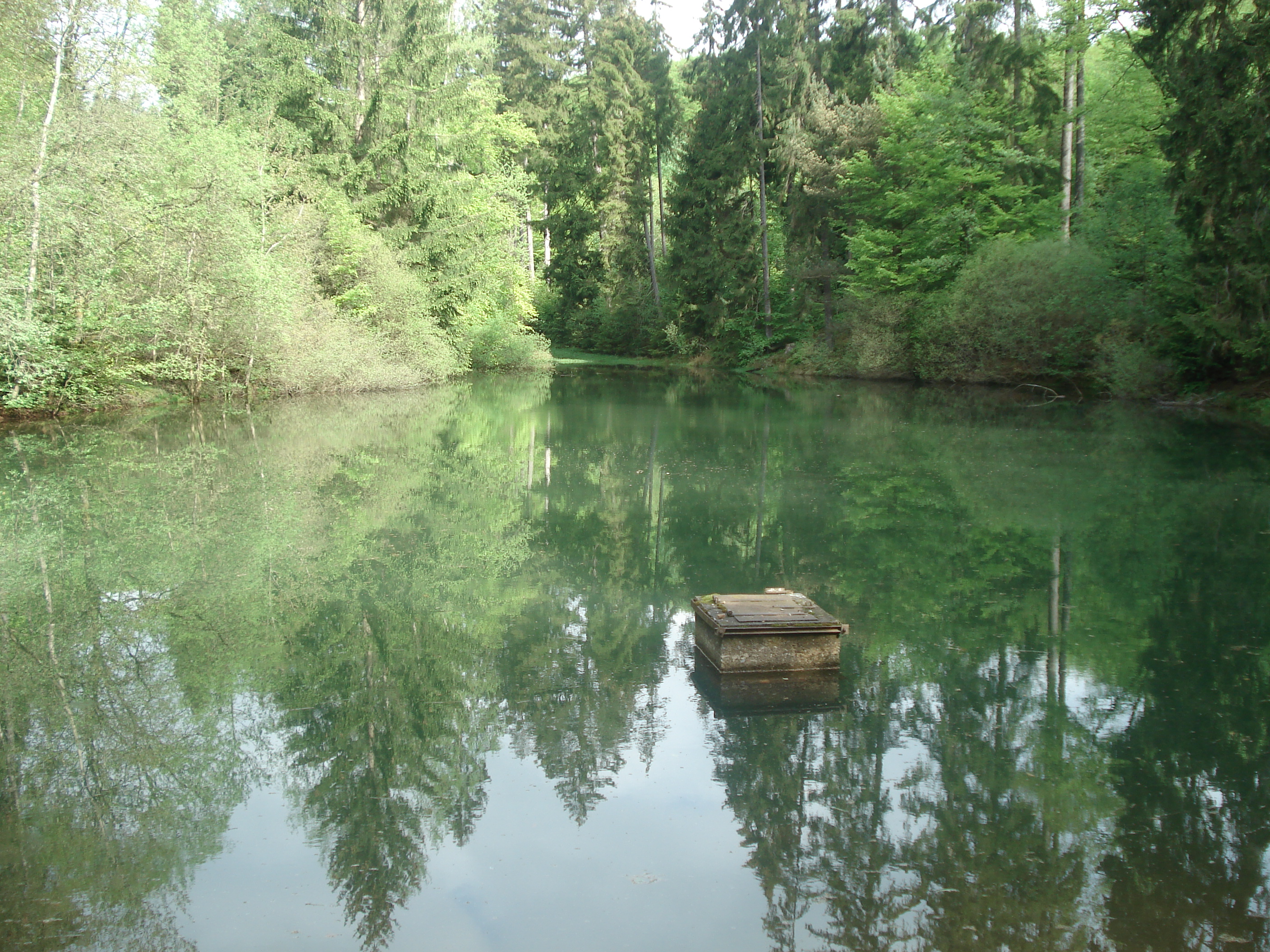
Der Breitsee

Ursprung des Breitbachs ist der als Naturdenkmal ausgewiesene Breitsee südwestlich von Rothenbuch am Fuße des Bergrückens der Eselshöhe. Dieser nur etwa 0,3 ha große See wurde in den 1930er Jahren für die Holztrift angelegt; vermutlich gab es schon vorher einen ähnlichen See.
Der Breitbach wird auf seinem weiteren Verlauf nach Ostsüdosten von zahlreichen Quellen verstärkt. Südlich von Rothenbuch mündet er dann von rechts in die Hafenlohr.

### Flusssystem Hafenlohr
- Fließgewässer im Flusssystem Hafenlohr